# Stazione di Canfranc
La stazione di Canfranc (in spagnolo Estación Internacional de Canfranc) è il capolinea della linea da Saragozza.
La stazione ha rappresentato il confine fra la rete spagnola e quella francese fino al 1970, quando l'esercizio sul versante francese (Pau–Canfranc) fu sospeso dopo un incidente - senza feriti - sviluppatosi in relazione alla forte pendenza della linea (fino a 43 ‰). Da allora la stazione è interessata dal solo traffico locale.
Oltre a svolgere da dogana/frontiera, la stazione permetteva il trasbordo di passeggeri e merci tra i convogli delle due linee, aventi scartamento diverso; in ragione di ciò il corpo centrale era ad isola, compreso tra i fasci di binari, anziché a lato quando la stazione è a servizio di un centro abitato (in questo caso distante 3 km e di ridotte dimensioni).
Appena a nord della stazione c'è il portale spagnolo del tunnel ferroviario del Somport, armato a scartamento ordinario (francese). Dopo la sospensione dell'esercizio, le rotaie sono state coperte ed il tunnel è stato utilizzato come galleria d'emergenza per il parallelo tunnel stradale, inaugurato nel 2003.
La stazione è stata dichiarata "bene di interesse culturale" nel 2002.
Alcune aree della stazione sono aperte al pubblico tramite visita guidata.
Nell'aprile del 2021 è stato inaugurato il nuovo fabbricato viaggiatori, nell'ambito di un progetto di ristrutturazione che prevede la riconversione dell'edificio storico in struttura alberghiera.